# Штрехель, Аньорка
Аньо́рка Штре́хель (нем. Anjorka Strechel; род. 12 января 1982, Люнебург) — немецкая актриса театра и кино. Стала известна в России после выхода фильма Алексея Учителя «Край», где сыграла главную женскую роль.

## Биография
Аньорка Штрехель выросла в Люнебурге. После окончания гимназии Бернхарда-Римана в Шарнебеке в 2001 году поступила в Высшую школу музыки и театра в Гамбурге на курс актёрского мастерства под руководством декана Петра Олева. Одним из её педагогов была Ютта Хоффманн. Во время учёбы выступала на сценах в Гамбурге, например, в «Томе Сойере и Гекльберри Финне» и в «Белом мусоре» в Театре Талии, а также Эдгара Вибо в Кампнагеле, также Гамлета в Цайзехаллене. Закончила обучение в 2005 году.
После окончания учёбы с 2005 по 2009 год работала в Театре Оснабрюка. С 2010 года работает в Государственном театре Брауншвейга, также в Государственном театре Ганновера и в Немецком театре Берлина. В 2007 году сняла художественный фильм «Мой друг из Фару», сценарий и постановку которого написала Нана Неул.
В 2008—2009 годах снялась в главной роли в российском фильме «Край», который был номинирован на премию «Золотой глобус». В феврале 2009 года британская отраслевая служба Screen International включила её в число «европейских звезд завтрашнего дня», также она была удостоена российской кинопремии «Золотой Орёл» за лучшую женскую роль — роль Эльзы. Была «Актрисой года 2010» в России. Эта же роль принесла ей номинацию на российскую кинопремию «Ника».
С 2009 года Штрехель является постоянным членом жюри кинофестивалей: входила в состав жюри официального конкурса на российском кинофестивале «Балтийские дебюты» в Светлогорске под Калининградом, в 2010 году была членом международного жюри на кинофестивале в Котбусе, также на кинофестивале Festróia в Сетубале (Португалия), на кинофестивале в Любеке, на Бухарестском международном кинофестивале.
В 2013 году она начала изучать философию в Университете имени Гумбольдта в Берлине, в 2017 получила степень бакалавра искусств.
Проживает в Оснабрюке.

## Фильмография
- 2005 — Телефон полиции — 110, серия «Вперёд и назад» (режиссёр Ханну Салонен)
- 2006 — Tatort — Безымянная девушка (режиссёр Майкл Гутманн)
- 2006 — Место преступления
- 2008 — Мой друг из Фару (режиссёр Нана Нойл)
- 2010 — Край (режиссёр Алексей Учитель)
- 2011 — Криминалист (режиссёр Филиппос Цитос)
- 2011 — Посетители (режиссёр Констанца Кноче)
- 2011 — Странный котенок (режиссёр Рамон Цюрхер)
- 2013 — СОКО Висмар (режиссёр Саша Тиль)
- 2013 — Данни Ловински (режиссёры Уве Янсон и Ричард Хубер)
- 2014 — Last Trace Berlin (режиссёр Филиппос Цитос)
- 2014 — Tatort — Может быть… (режиссёр Клаус Кремер)
- 2014 — Виктория (режиссёр Моника Лима)
- 2015 — Die Bergretter — Между раем и адом (режиссёр Том Зенкер)
- 2016 — Во всей дружбе, серия 723 (режиссёр Хайди Кранц)
- 2016 — SOKO Cologne: Spell Murder, серия 273 (режиссёр Дэниел Хелфер)
- 2017 — Polizeiruf 110 — Тонкий лед (режиссёр Йохен Александр Фрейданк)
- 2017 — Мари Брэнд и вечная гонка (режиссёр Майк Зенс)
- 2017 — Телефон полиции — 110, серия «День матери» (режиссёр Эоин Мур)
- 2017 — СОКО Штутгарт
- 2018 — Роте Розен (Telenovela)
- 2019 — Практика с видом на море — К новым берегам (режиссёр Джозеф Орр)
- 2019 — За всю дружбу — Молодые врачи — Скрытая опасность
- 2019 — Семья Dr. Kleist — Hart am Limit (126)
- 2020 — Практика с видом на море — Семейные узы (режиссёр Вольфганг Айсслер)
- 2020 — Мастерская героев с сердцем (режиссёр Ларс Монтаг)
- 2021 — Убийства на Севере
- 2021 — Die Eifelpraxis : Opportunities (Режиссер: Ульяна Хавеманн)
- 2021 — СОКО Лейпциг — Лолита (Режиссер: Хервиг Фишер)
- 2022 — Место преступления : Марлон (сериал)

## Премии
- 2011 — «Золотой орёл» за лучшую женскую роль («Край»)